# Software Asset Management
Software Asset Management (SAM) — це методологія,яка має на меті оптимізацію процесів управління активами програмного забезпечення в організації та їх захист: облік програмного забезпечення, його використання, ліцензій (прав на використання), документів, що підтверджують права на використання (сертифікати, ліцензійні свідоцтва, ліцензійні угоди, договори, бухгалтерські документи), розробка і використання регламентів і політик придбання програмного забезпечення, введення його в експлуатацію, експлуатація, виведення його з експлуатації тощо.

## Стандарт ISO/IEC 19770
ISO / IEC 19770-1: SAM Processes - зосереджує увагу на процесах SAM, реалізація яких в організації необхідна для ефективного управління програмними активами. Стандарт опублікований 9 травня 2006.
ISO / IEC 19770-2: SAM Tag - зосереджує увагу на способах ідентифікації програмного забезпечення та управління ним. Цільова аудиторія цієї частини стандарту - виробники програмного забезпечення, включно з програмами  аудиту. Стандарт опублікований 11 листопада 2009.
ISO / IEC 19770-3: Software Entitlements - зосереджує увагу на способах відстеження прав на використання програмного забезпечення. Стандарт перебуває в стані попереднього обговорення.
ISO / IEC 19770-4: SAM Maturity Assessments and Incremental Conformance - зосереджує увагу на методах оцінки зрілості SAM в організаціях, а також сертифікації організацій на відповідність стандарту.
У розробці стандарту брали участь незалежні організації, наприклад COMPAREX].

## Специфіка застосування SAM в різних країнах
За даними дослідження, проведеного на замовлення BSA, специфікою, характерною для країн СНД, країн Східної Європи, Китаю і ряду інших є широке поширення використання пропрієтарного комерційного програмного забезпечення без придбання необхідних для цього ліцензій. Тому часто на практиці починають використовувати методологію SAM з процедури легалізації програмного забезпечення.